# Francoska narodna knjižnica
Francoska narodna knjižnica (francosko Bibliothèque nationale de France, okrajšano BnF) je narodna knjižnica francoskih dežel s sedežem v Parizu. Zbirka domuje v več stavbnih kompleksih v različnih predelih mesta, med katerimi je glavni tisti v soseski Tolbiac v XIII. okrožju na jugovzhodu Pariza.
Je javna knjižnica pod upravo francoskega ministrstva za kulturo, s ciljem ohranjanja in nudenja dostopa do francoske kulturne dediščine. V ta namen zbira obvezne izvode publikacij vseh izdajateljev v Franciji, gradivo pa pridobiva tudi z odkupi. Z več kot 10 milijoni enot gradiva, h katerim jih letno dodajo okrog 50.000, je ena največjih knjižnic na svetu, pa tudi ena najstarejših, saj njeni zametki segajo v 16. stoletje.